# Libertarian Party
Die Libertarian Party (deutsch Libertäre Partei) ist eine politische Partei der Vereinigten Staaten von Amerika, die 1971 gegründet wurde. Sie ist mit über 200.000 registrierten Wählern und über 600 Amtsträgern eine der größeren „Drittparteien“ der USA. Vorsitzender (Chair) der Parteiorganisation, des Libertarian National Committee, ist Steven Nekhaila.
Die Libertarian Party tritt für eine wirtschaftorientierte Politik ein: In der Wirtschaft favorisiert sie den Laissez-faire, d. h. eine weitgehend freie Marktwirtschaft, auf politischer Ebene einen Minimalstaat (staatliche Aufgaben auf Polizei, Militär und Justiz eingeschränkt) unter Ablehnung jeglicher Eingriffe des Staates in die Wirtschafts- und Sozialpolitik. Die Individualrechte und Selbstverantwortung der einzelnen Bürger werden in den Mittelpunkt gestellt.

## Positionen
Zu den Parteigrundsätzen gehören eine selbstregulierende freie Marktwirtschaft, das Recht auf Waffenbesitz und die Abschaffung des staatlichen Wohlfahrtssystems. Daneben tritt die Partei für freie Meinungsäußerung, Versammlungsfreiheit, Freie Migration, Legalisierung von Drogen und eine Außenpolitik ohne militärische Interventionen ein.
Die Partei vertritt nach eigenen Angaben eine Begrenzung des staatlichen Handelns auf den in der Verfassung vorgegebenen Rahmen. Wie in jeder Partei gibt es interne Debatten über die Programmatik, und nicht alle Parteimitglieder unterstützen die vollständige Umsetzung.
Aktuelle politische Positionen umfassen das Senken von Steuern, das Beenden des Verbots bestimmter illegaler Drogen, die Unterstützung der Ehe für homosexuelle Paare und die Unterstützung der Rechte von amerikanischen Waffenbesitzern.
Die Partei erklärt, dass ihre Programmatik ein konsequentes Ersuchen nach Prinzipien gegenseitigen Respekts für Rechte sei und dass sie sehr interessiert an individueller Freiheit sei, da diese als Vorbedingung für Moral und stabile Gesellschaften angesehen werde. Sie lehnt die Sicht auf die Politik als ein eindimensionales Links-Rechts-Spektrum ab, in dem zwischen „links“ und „rechts“ getrennt wird und die Demokraten die Linken und die Republikaner die Rechten repräsentieren.
Manche Politikbeobachter stufen die Libertarian Party als rechts ein (vor allem wegen ihrer Unterstützung für das Tragen von Waffen und ihrer Sichtweise auf Steuern). Andere wiederum sehen sie als links an, weil sie eine Außenpolitik ohne Interventionen und eine freie Migration propagiert. Auf dem zweidimensionalen politischen Kompass liegt sie im libertären, wirtschaftlich-rechten Bereich.

## Geschichte

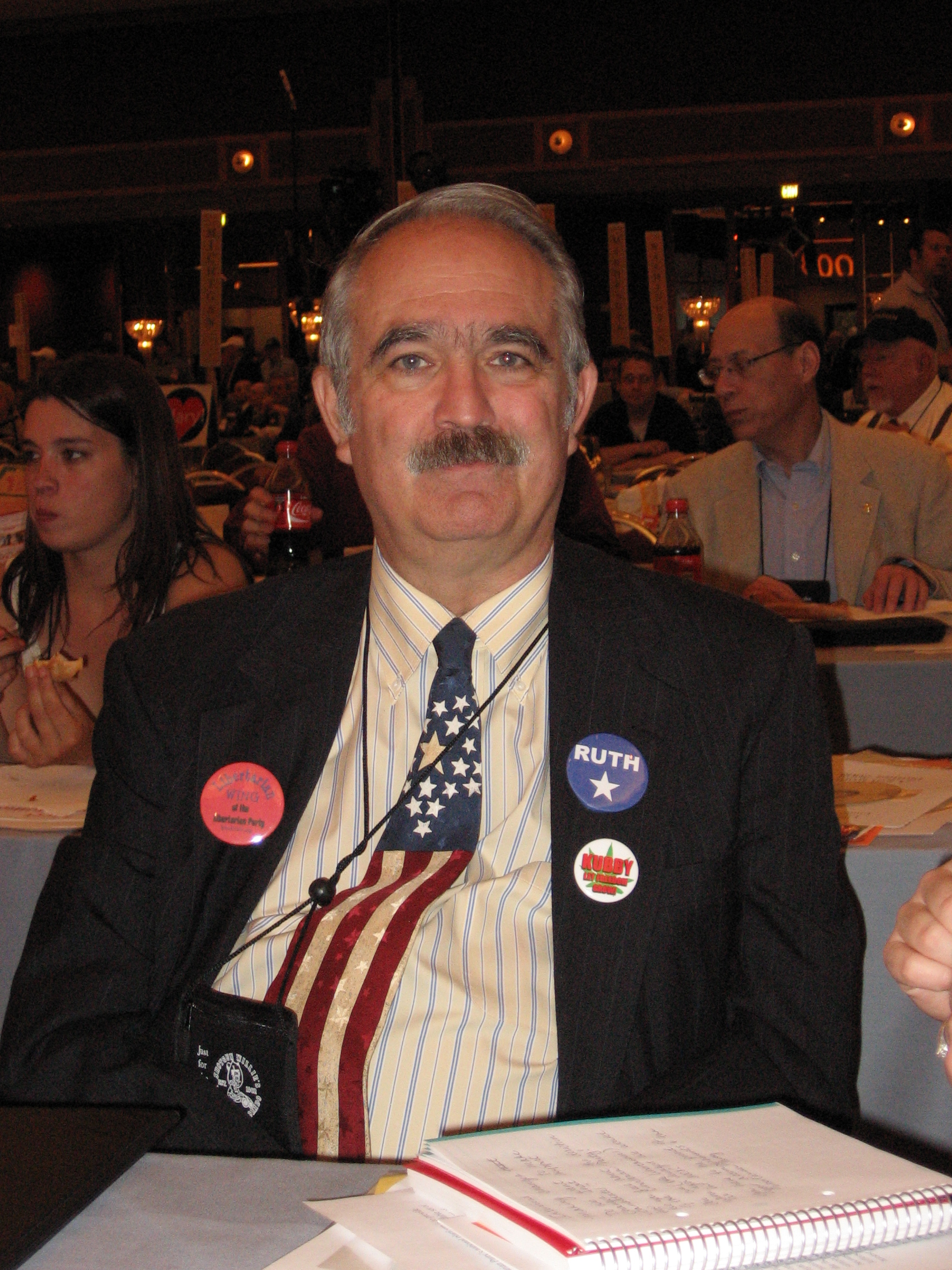
Parteigründer David Nolan

Die Libertarian Party wurde am 11. Dezember 1971 von David Nolan gegründet. Vorausgegangen war eine Debatte zur Gründung einer libertären Partei. An dieser Debatte waren John Hospers, Ed Crane, Manual Klausner, Murray Rothbard, Roy Childs, Tonie Nathan und Jim Dean beteiligt. Die rasch eingeführten Preiskontrollen von Präsident Richard Nixon brachten die Libertarian Party zu der Auffassung, dass sich die Republikaner und Demokraten von den libertären Prinzipien der amerikanischen Gründungsväter entfernt hätten.
Bei der Präsidentschaftswahl 1972 war die Partei auf über 80 Mitglieder angewachsen und hatte die Zulassung zur Teilnahme an der Wahl in zwei Bundesstaaten errungen. Die Präsidentschaftskandidaten John Hospers und Tonie Nathan konnten etwas weniger als 3000 Wählerstimmen für sich gewinnen. Sie erhielten aber von Roger MacBride, einem Republikaner aus Virginia, die erste und einzige Stimme für eine libertäre Partei im Wahlmännerkollegium.
Bei der Wahl 1980 konnte die Partei in allen Bundesstaaten, dem District of Columbia und auf Guam antreten. Seit der Sozialistischen Partei bei der Wahl von 1916 war es das erste Mal, dass dies einer Third Party gelungen war. Die Kandidatur von Ed Clark und David H. Koch kostete mehrere Millionen Dollar. Die beiden Kandidaten erhielten über ein Prozent der Wählerstimmen.
1983 kam es zu internen Auseinandersetzungen, die dazu führten, dass die früheren Parteivorsitzenden Ed Crane und David H. Koch die Partei verließen und viele ihrer Unterstützer diesem Beispiel folgten.
Bei der Wahl 1984 konnte der Präsidentschaftskandidat David Bergland in 36 Bundesstaaten antreten und erhielt 0,25 Prozent der Wählerstimmen. 1994 trat der Radiomoderator Howard Stern zur Wahl für das Amt des Gouverneurs von New York an. Obwohl er sich rechtmäßig für die Wahl qualifiziert hatte und Wahlkampf führte, sahen viele seine Ambitionen auf das Amt nur als eine Werbemaßnahme.
In den Jahren 1996 und 2000 trat Harry Browne als Präsidentschaftskandidat an. Kandidatin für das Amt des Vizepräsidenten war Jo Jorgensen, eine Unternehmerin aus South Carolina. Bei diesen Wahlen erhielt der Präsidentschaftskandidat zwischen 0,5 und 0,75 Prozent der Wählerstimmen.
Vor der Wahl 2004 kämpften drei Kandidaten um die Nominierung als Präsidentschaftskandidat der Partei. Michael Badnarik setzte sich dabei durch. Badnarik erhielt 397.367 Wählerstimmen. Trotz der relativen Unbekanntheit Badnariks und der wenigen zur Verfügung stehenden Geldmittel war dieses Ergebnis ein Erfolg für die Partei.
Für die Präsidentschaftswahl 2012 wurde der frühere republikanische Gouverneur von New Mexico, Gary E. Johnson, als Kandidat nominiert. Er erhielt etwa 1,2 Millionen Stimmen landesweit (weniger als 1 %).
Auf ihrem Parteikongress in Orlando (Florida) bestimmte die Partei am 29. Mai 2016 erneut Gary E. Johnson zu ihrem Kandidaten bei der anstehenden Präsidentschaftswahl 2016. Dieser wählte sich mit Zustimmung der Parteiversammlung den ehemaligen republikanischen Gouverneur von Massachusetts, Bill Weld, zum Running Mate, d. h. Kandidaten für das Vizepräsidentenamt.
Von April 2020 bis zum 3. Januar 2021 war die Partei mit einem Abgeordneten im US-Repräsentantenhaus vertreten, nachdem der ehemalige republikanische Abgeordnete Justin Amash in die libertäre Partei eintrat.

## Präsidentschaftskandidaten
- 1972: John Hospers und Tonie Nathan [2.691 Stimmen (0,003 %), 1 Stimme im Electoral College]
- 1976: Roger MacBride und David Bergland [173.011 Stimmen (0,21 %)]
- 1980: Ed Clark und David H. Koch [921.299 Stimmen (1,1 %)]
- 1984: David Bergland und James A. Lewis [228.705 Stimmen (0,25 %)]
- 1988: Ron Paul und Andre Marrou [432.179 Stimmen (0,47 %)]
- 1992: Andre Marrou und Nancy Lord [291.627 Stimmen (0,28 %)]
- 1996: Harry Browne und Jo Jorgensen [485.798 (0,50 %)]
- 2000: Harry Browne und Art Olivier [384.431 Stimmen (0,36 %)]
- 2004: Michael Badnarik und Richard Campagna [397.367 Stimmen (0,34 %)]
- 2008: Bob Barr und Wayne Allyn Root [523.686 Stimmen (0,4 %)]
- 2012: Gary E. Johnson und James P. Gray [1.275.821 Stimmen(0,99 %)]
- 2016: Gary E. Johnson und Bill Weld [4.414.274 Stimmen(3,29 %)]
- 2020: Jo Jorgensen und Spike Cohen [1.865.724  Stimmen(1,18 %)]
- 2024: Chase Oliver und Mike ter Maat [638,643 Stimmen(0,42 %)]

## Prominente Parteimitglieder
- Glenn Jacobs – Profi-Wrestler, besser bekannt als Kane
- Trey Parker – Schöpfer der Fernsehserie South Park
- Greg Raymer – professioneller Pokerspieler
- Eric S. Raymond – Open-Source-Autor und -Programmierer
- Kurt Russell – Schauspieler
- L. Neil Smith – Science-Fiction-Autor
- Vince Vaughn – Schauspieler
- Melanie Safka – Folksängerin
- Joe Exotic – ehemaliger Tierparkbesitzer
- John McAfee – Programmierer und Cybersicherheitspionier